# Aleksandr Antonow
Aleksandr Stiepanowicz Antonow, ros. Алекса́ндр Степа́нович Анто́нов (ur. 26 lipca?/7 sierpnia 1889 w Moskwie, zm. 24 czerwca 1922 w Niżnim Szybriaju w ujeździe borisoglebskim guberni tambowskiej) – rewolucjonista rosyjski, eserowiec, jeden z przywódców antykomunistycznego powstania chłopskiego (powstanie tambowskie) (1920-1921), które od jego nazwiska historiografia sowiecka określała jako antonowszczyznę.

## Życiorys
Dzieciństwo i młodość spędził w Kirsanowie, uczył się w szkole realnej w Tambowie, skąd został wydalony za rozpowszechnianie rewolucyjnej literatury. Został uczniem stolarza, w czasie rewolucji w 1906 wstąpił do Partii Socjalistów-Rewolucjonistów (eserowcy) i został jej bojowcem. Aresztowany w Saratowie podczas przygotowań do zamachu na dowódcę Kazańskiego Okręgu Wojskowego. W 1909 za ranienie policjanta w Tambowie i napad (ekspropiację) na stację kolejową w Inżawinie skazany na karę śmierci zamienioną na dożywotnią katorgę. Więziony w Tambowie, Moskwie i  ciężkim więzieniu katorżniczym we Włodzimierzu nad Klaźmą. Dwa razy próbował uciec z więzienia w Tambowie, we Włodzimierzu był 6 razy karany karcerem. Zwolniony w wyniku amnestii po rewolucji lutowej 1917 i obaleniu caratu. Po uwolnieniu związał się z frakcją lewicowych eserowców w Partii S-R. Został pomocnikiem, potem zastępcą szefa milicji w Tambowie, w maju 1917 uczestniczył w likwidacji samozwańczej Republiki Kirsanowskiej i aresztowaniu jej przywódcy A. Trunina.
Po przewrocie bolszewickim od listopada 1917 do lipca 1918 szef zarządu milicji w Kirsanowie (lewicowi eserowcy byli do lipca 1918 partią współrządzącą z bolszewikami). W maju 1918 uczestniczył w rozbrajaniu oddziałów Korpusu Czechosłowackiego, przejeżdżających przez stację kolejową w Kirsanowie. W lipcu 1918, po powstaniu lewicowych eserowców, podczas nieobecności Antonowa w Kirsanowie jego współpracownicy zostali aresztowani i rozstrzelani przez Czeka. Zaczął ukrywać się przed Czeka, bezskutecznie próbował wstąpić do oddziałów antybolszewickich (Ludowa Armia Komucza), organizowanych przez Komucz w Samarze.
Pod koniec 1918 wrócił do Tambowa i zorganizował kilkudziesięcioosobowy partyzancki oddział samoobrony przed bolszewickimi oddziałami rekwizycyjnymi; opierał się głównie na wyposażeniu skonfiskowanym Korpusowi Czechosłowackiemu. Głosił hasła eserowskie, choć nie utrzymywał kontaktów z partią. Zaocznie skazany przez bolszewików na śmierć. Do lata 1920 oddział ten prowadził terror indywidualny, później rozrósł się do rozmiarów armii chłopskiej liczącej ok. 20 tys. ludzi wspieranej nieregularnie przez dalszych 30 tys. słabo uzbrojonych chłopów.
W maju 1920 Antonow był jednym z najaktywniejszych organizatorów zjazdu Związku Chłopów Pracujących (ZChP) w guberni tambowskiej; wzywał miejscowych chłopów do organizowania spotkań mających zmusić miejscowe władze radzieckie do respektowania woli mieszkańców. Od listopada 1920 do czerwca 1921 był faktycznym przywódcą powstania chłopskiego. Po stłumieniu powstania i zniszczeniu przez bolszewików obozu partyzanckiego nad rzeką Worona w sierpniu 1921 ukrywał się wraz z bratem Dmitrijem i zginął wraz z nim 24 czerwca 1922 w walce z Czeka, które okrążyło dom, gdzie się ukrywali.